# Teutsche Academie
Il Teutsche Academie o  German Academy of the Noble Arts of Architecture, Sculpture and Painting, è un dizionario completo di arte di Joachim von Sandrart pubblicato alla fine del XVII secolo. La prima versione fu pubblicata nel 1675 e includeva una raccolta di biografie di artisti che, in seguito, furono accompagnate da illustrazioni di Richard Collin per un'edizione latina del 1683 di Christianus Rhodius. L'elenco di illustrazioni di ritratti segue ed è in ordine di pagina. La maggior parte delle biografie vennero tradotte in tedesco da precedenti lavori di Karel van Mander e Cornelis de Bie, ma Sandrart viaggiò molto in Europa e aggiunse alla sua lista molte biografie originali di artisti nati in Germania. I ritratti illustrati di artisti nati prima del suo tempo erano per lo più basati su incisioni del XVII secolo di Hieronymus Cock e Jan Meyssens, molti dei quali erano stati anche ripubblicati in Het Gulden Cabinet di de Bie.
| Immagine | Nome                        | Pubblicazione                     | Pagina |
| -------- | --------------------------- | --------------------------------- | ------ |
|          | Cimabue                     | Teutsche Academie, 1675           | 57     |
|          | Agnolo Gaddi                | Teutsche Academie, 1675           | 64     |
|          | Gaddo Gaddi                 | Teutsche Academie, 1675           | 64     |
|          | Giotto                      | Teutsche Academie, 1675           | 60     |
|          | Simone Martini              | Teutsche Academie, 1675           | 64     |
|          | Stefano di Giovanni         | Teutsche Academie, 1675           | 62     |
|          | Taddeo Gaddi                | Teutsche Academie, 1675           | 64     |
|          | Beato Angelico              | Teutsche Academie, 1675           | 68     |
|          | Lippo Fiorentino            | Teutsche Academie, 1675           | 67     |
|          | Petrarca                    | Teutsche Academie, 1675           | 52     |
|          | Laura                       | Teutsche Academie, 1675           | 52     |
|          | Paracelso                   | Teutsche Academie, 1675           | 52     |
|          | Leon Battista Alberti       | Teutsche Academie, 1675           | 68     |
|          | Jacopo Bellini              | Teutsche Academie, 1675           | 88     |
|          | Donato Bramante             | Teutsche Academie, 1675           | 89     |
|          | Leonardo da Vinci           | Teutsche Academie, 1675           | 82     |
|          | Giorgione                   | Teutsche Academie, 1675           | 90     |
|          | Andrea Mantegna             | Teutsche Academie, 1675           | 77     |
|          | Pietro Perugino             | Teutsche Academie, 1675           | 81     |
|          | Piero di Cosimo             | Teutsche Academie, 1675           | 107    |
|          | Mino da Fiesole             | Teutsche Academie, 1675           | 68     |
|          | Properzia de' Rossi         | Teutsche Academie, 1675           | 203    |
|          | Giuliano da Sangallo        | Teutsche Academie, 1675           | 86     |
|          | Domenico Puligo             | Teutsche Academie, 1675           | 86     |
|          | Andrea da Fiesole           | Teutsche Academie, 1675           | 86     |
|          | Antonio da Correggio        | Teutsche Academie, 1675           | 91     |
|          | Rosso Fiorentino            | Teutsche Academie, 1675           | 106    |
|          | Gianfrancesco Penni         | Teutsche Academie, 1675           | 99     |
|          | Polidoro da Caravaggio      | Teutsche Academie, 1675           | 104    |
|          | Raffaello                   | Teutsche Academie, 1675           | 92     |
|          | Andrea del Sarto            | Teutsche Academie, 1675           | 102    |
|          | Parmigianino                | Teutsche Academie, 1675           | 109    |
|          | Pontormo                    | Teutsche Academie, 1675           | 124    |
|          | Giulio Romano               | Teutsche Academie, 1675           | 113    |
|          | Giovan Francesco Rustici    | Teutsche Academie, 1675           | 128    |
|          | Perin del Vaga              | Teutsche Academie, 1675           | 118    |
|          | Giovanni da Udine           | Teutsche Academie, 1675           | 122    |
|          | Baccio Bandinelli           | Teutsche Academie, 1675           | 131    |
|          | Michelangelo                | Teutsche Academie, 1675           | 146    |
|          | Francesco Primaticcio       | Teutsche Academie, 1675           | 157    |
|          | Francesco Salviati          | Teutsche Academie, 1675           | 137    |
|          | Taddeo Zuccari              | Teutsche Academie, 1675           | 181    |
|          | Marcantonio Raimondi        | Teutsche Academie, 1675           | 204    |
|          | Benedetto Caliari           | Teutsche Academie, 1675           | 171    |
|          | Marietta Robusti            | Teutsche Academie, 1675           | 170    |
|          | Tintoretto                  | Teutsche Academie, 1675           | 167    |
|          | Tiziano                     | Teutsche Academie, 1675           | 158    |
|          | Jacopo Bassano              | Teutsche Academie, 1675           | 176    |
|          | Annibale Carracci           | Teutsche Academie, 1675           | 186    |
|          | Giovanni Lanfranco          | Teutsche Academie, 1675           | 198    |
|          | Giorgio Vasari              | Teutsche Academie, 1675           | 177    |
|          | Giuseppe Cesari             | Teutsche Academie, 1675           | 184    |
|          | Vincenzo Giustiniani        | Teutsche Academie, 1675           | 196    |
|          | Guercino                    | Teutsche Academie, 1675           | 198    |
|          | Gian Lorenzo Bernini        | Teutsche Academie, 1675           | 199    |
|          | Pietro da Cortona           | Teutsche Academie, 1675           | 200    |
|          | Pietro Testa                | Teutsche Academie, 1675           | 210    |
|          | Higiemon                    | Teutsche Academie, 1675           | 200    |
|          | Hubert van Eyck             | Teutsche Academie, 1675           | 213    |
|          | Jan van Eyck                | Teutsche Academie, 1675           | 213    |
|          | Martin Schongauer           | Teutsche Academie, 1675           | 216    |
|          | Michael Wolgemut            | Teutsche Academie, 1675           | 218    |
|          | David von Krafft            | Teutsche Academie, 1675           | 220    |
|          | Peter Vischer il Vecchio    | Teutsche Academie, 1675           | 230    |
|          | Albrecht Altdorfer          | Teutsche Academie, 1675           | 231    |
|          | Hans Burgkmair              | Teutsche Academie, 1675           | 232    |
|          | Lucas Cranach il Vecchio    | Teutsche Academie, 1675           | 231    |
|          | Albrecht Dürer              | Teutsche Academie, 1675           | 216    |
|          | Hans von Kulmbach           | Teutsche Academie, 1675           | 232    |
|          | Christoph Amberger          | Teutsche Academie, 1675           | 235    |
|          | Hans Sebald Beham           | Teutsche Academie, 1675           | 233    |
|          | Barthel Beham               | Teutsche Academie, 1675           | 233    |
|          | Jacob Binck                 | Teutsche Academie, 1675           | 234    |
|          | Matthias Grünewald          | Teutsche Academie, 1675           | 237    |
|          | Georg Pencz                 | Teutsche Academie, 1675           | 233    |
|          | Hans Holbein il Vecchio     | Teutsche Academie, 1675           | 249    |
|          | Sigismund Holbein           | Teutsche Academie, 1675           | 249    |
|          | Hans Holbein il Giovane     | Teutsche Academie, 1675           | 249    |
|          | Niklaus Manuel              | Teutsche Academie, 1675           | 253    |
|          | Hans Konrad Gyger           | Teutsche Academie, 1675           | 254    |
|          | Conrad Meyer                | Teutsche Academie, 1675           | 255    |
|          | Dietrich Meyer              | Teutsche Academie, 1675           | 255    |
|          | Jos Murer                   | Teutsche Academie, 1675           | 253    |
|          | Tobias Stimmer              | Teutsche Academie, 1675           | 254    |
|          | Hans Bocksberger            | Teutsche Academie, 1675           | 260    |
|          | Frans Floris                | Teutsche Academie, 1675           | 262    |
|          | Maarten van Heemskerck      | Teutsche Academie, 1675           | 274    |
|          | Willem Key                  | Teutsche Academie, 1675           | 264    |
|          | Christoph Schwarz           | Teutsche Academie, 1675           | 263    |
|          | Pieter Bruegel il Vecchio   | Teutsche Academie, 1675           | 259    |
|          | Hans von Aachen             | Teutsche Academie, 1675           | 286    |
|          | Joseph Heintz il Vecchio    | Teutsche Academie, 1675           | 286    |
|          | Bartholomäus Spranger       | Teutsche Academie, 1675           | 279    |
|          | Joos van Winghe             | Teutsche Academie, 1675           | 280    |
|          | Giambologna                 | Teutsche Academie, 1675           | 278    |
|          | Abraham Bloemaert           | Teutsche Academie, 1675           | 362    |
|          | Adam Elsheimer              | Teutsche Academie, 1675           | 294    |
|          | Adam van Noort              | Teutsche Academie, 1675           | 288    |
|          | Guido Reni                  | Teutsche Academie, 1675           | 193    |
|          | Peter Paul Rubens           | Teutsche Academie, 1675           | 290    |
|          | Otto van Veen               | Teutsche Academie, 1675           | 288    |
|          | Orazio Gentileschi          | Teutsche Academie, 1675           | 298    |
|          | Artemisia Gentileschi       | Teutsche Academie, 1675           | 204    |
|          | Joris Hoefnagel             | Teutsche Academie, 1675           | 299    |
|          | Roelant Savery              | Teutsche Academie, 1675           | 305    |
|          | Hendrik van Steenwijk II    | Teutsche Academie, 1675           | 299    |
|          | Simon Vouet                 | Teutsche Academie, 1675           | 367    |
|          | Adriaen Brouwer             | Teutsche Academie, 1675           | 305    |
|          | Antoon van Dyck             | Teutsche Academie, 1675           | 304    |
|          | Michiel van Mierevelt       | Teutsche Academie, 1675           | 302    |
|          | Cornelis van Poelenburch    | Teutsche Academie, 1675           | 305    |
|          | Wendel Dietterlin           | Teutsche Academie, 1675           | 310    |
|          | Johann Ulrich Mayr          | Teutsche Academie, 1675           | 329    |
|          | Susanna Mayr                | Teutsche Academie, 1675           | 328    |
|          | François Duquesnoy          | Teutsche Academie, 1675           | 348    |
|          | Pieter van Laer             | Teutsche Academie, 1675           | 311    |
|          | Jan Both                    | Teutsche Academie, 1675           | 312    |
|          | Claude Lorrain              | Teutsche Academie, 1675           | 331    |
|          | Nicolas Poussin             | Teutsche Academie, 1675           | 367    |
|          | Daniel Seghers              | Teutsche Academie, 1675           | 313    |
|          | Karel Škréta                | Teutsche Academie, 1675           | 327    |
|          | Michel Leblond              | Teutsche Academie, 1675           | 358    |
|          | Georg Petel                 | Teutsche Academie, 1675           | 342    |
|          | Rembrandt                   | Teutsche Academie, 1675           | 326    |
|          | Egidius Sadeler             | Teutsche Academie, 1675           | 355    |
|          | Stefano della Bella         | Teutsche Academie, 1675           | 210    |
|          | Pieter de Jode il Giovane   | Teutsche Academie, 1675           | 363    |
|          | Lucas Kilian                | Teutsche Academie, 1675           | 364    |
|          | Paulus Pontius              | Teutsche Academie, 1675           | 360    |
|          | Artus Quellinus             | Teutsche Academie, 1675           | 351    |
|          | Lucas Vorsterman            | Teutsche Academie, 1675           | 358    |
|          | Wenzel Jamnitzer            | Teutsche Academie, 1675           | 375    |
|          | David Klöcker               | Teutsche Academie, 1675           | 334    |
|          | Matthaeus Merian il Giovane | Teutsche Academie, 1675           | 324    |
|          | Johann Heinrich Schönfeld   | Teutsche Academie, 1675           | 327    |
|          | Anna Maria van Schurman     | Teutsche Academie, 1675           | 375    |
|          | Thomas Blanchet             | Teutsche Academie, Vol. III, 1675 | 70     |
|          | Johann Jakob Thurneysen     | Teutsche Academie, Vol. III, 1675 | 351    |
|          | Richard Collin              | Teutsche Academie, 1675           | 363    |
|          | Benjamin von Block          | Teutsche Academie, Vol. III, 1675 | 74     |
|          | Johann Rudolf Werdmüller    | Teutsche Academie, Vol. III, 1675 | 75     |
|          | Melchior Barthel            | Teutsche Academie, 1675           | 374    |